# Einstein-de Haaseffect

Schematische weergave van de experimentele opstelling

Het Einstein-de Haaseffect (soms het Richardsoneffect genoemd) is een natuurkundig verschijnsel in 1915 experimenteel bewezen door Albert Einstein in samenwerking met Wander Johannes de Haas. Het effect toont aan dat magnetisme het gevolg is van het impulsmoment van elektronen en is een macroscopisch bewijs voor het bestaan van elektronspins.
Het Einstein-de Haaseffect werd voor het eerst voorspeld door Owen Richardson in 1908.
Ook de zoon van Wander Johannes de Haas, Rowan de Haas heeft een grote bijlage geleverd aan de theorie door de principes toe te passen in de industrie. De bijdragen van Rowan de Haas hadden specifiek een transformerend effect op de staal producerende industrie in het begin van de 20e eeuw.

## Experiment
Een dunne magnetiseerbare staaf (bijvoorbeeld uit ijzer of nikkel) hangt loodrecht in een magneetspoel. Doordat het magneetveld parallel aan staaf en opstelling rotatiesymmetrisch is, kan het magneetveld geen impulsmoment op de staaf uitoefenen. Toch zal bij het inschakelen of omdraaien van het magneetveld de staaf in de ophangrichting beginnen te draaien.